# هنري فينتر
هنري وينتر (بالإنجليزية: Henry Winter)‏ هو صحفي بريطاني، ولد في 18 فبراير 1963 في لندن في المملكة المتحدة.